# Mohammed Daoud Khan
Mohammed Daoud Khan, född 18 juli 1909, död 28 april 1978, var en prins och Afghanistans första president 1973-1978. Trots att han var prins och kunglig genomförde han tillsammans med militär en militärkupp i juli 1973 och avskaffade monarkin och en republik utropades med Daoud Khan som president. Kuppen genomfördes medan konungen befann sig i Italien. Daoud Khan hade dessförinnan under åren 1953-1963 varit premiärminister under monarkin.
Daoud Khans politik präglades av modernisering av Afghanistan. Under slutet av sin presidenttid hamnade han alltmera i konflikt med kommunisterna inom Afghanistans folkdemokratiska parti, PDPA. vilka i april 1978 genomförde en statskupp. Daoud Khan dödades tillsammans med hela sin familj. Hans kvarlevor återfanns inte förrän sommaren 2008, det vill säga drygt 30 år senare och identifikationen blev klar i december samma år. Daoud Khan fick sedan en statsbegravning i mars 2009 tillsammans med sin döde bror.[källa behövs]